# IP Systems
Az IP Systems energetikai informatikai rendszereket tervez és üzemeltet. Termékei lefedik az energiakereskedelem folyamatát a fogyasztás előrejelzésétől a nomináláson és az allokáláson át az elszámolásig.

## Cégtörténet
Az IP Systems 2008-ban alakult a magyarországi energetikai IT-projektek megvalósításában vezetőként, elemzőként vagy fejlesztőként már korábban is részt vevő szakemberek irányításával. 2011-ben a cég megkezdte nemzetközi terjeszkedését is.

## Termékek
- TSO-IP: a földgázrendszer összhangjáért felelős földgázszállító-rendszerirányító számára készült informatikai megoldás. Az IP Systems rendszerét használja a magyarországi rendszerirányító, az FGSZ Zrt. is.
- Trading-IP: egységes rendszer, mely a földgáz- és villamosenergia-kereskedelem támogatását valósítja meg.
- Storage-IP: a földgáztárolók üzemeltetésének informatikai támogatását biztosítja.
- Gas Balancing-IP: üzleti célja a gáznapi rugalmassági piac működésének támogatása, a gázpiac kereskedelmi egyensúlyozásának elősegítése.
- Booking-IP: segíti a határkeresztező kapacitások elosztását az Európai Unió területén.
- Energy Market Analyzer-IP: az energetikai szektor üzletfejlesztési lehetőségeit tárja fel.

## Nemzetközi szerepvállalás
- A 2012-ben a 4. Energy Trading Weeken bemutatott Balancing Energy Platform használatát az ENTSOG (az európai földgáz-rendszerirányítókat tömörítő szervezet) regionális szinten ajánlotta, továbbá egyedülálló módon a Földgázszállító Zrt. mellett az IP Systemset is meghívta az új uniós földgáz-egyensúlyozó modellt kidolgozó munkacsoportjába.[2]

## Díjak, elismerések
- Az Informatikai, Távközlési és Elektronikai Vállalkozások Szövetsége (IVSZ) és a Nemzeti Innovációs Hivatal „Az év IKT Projektje” díját nyerte el a Balancing Energy Platform (a magyar piacon Napi Földgáz- és Kapacitáskereskedelmi Piac) 2012-ben.[3]